# Špitál a kaple svaté Alžběty (Tábor)
Špitál a kaple svaté Alžběty na Špitálském náměstí čp. 285/1 severně od hlavního Žižkova náměstí v jihočeském Táboře tvoří dvě budovy, spojené v jednotný celek –  objekt bývalého špitálu a malá barokní kaple z roku 1718. Kaple je v majetku města Tábora a v současné době je pod názvem pravoslavný chrám Povýšení svatého Kříže v užívání pravoslavné církve. Areál špitálu s někdejší špitální kaplí sv. Alžběty, zapsaný od roku 1963 v Ústředním seznamu kulturních památek České republiky, je součástí táborské městské památkové rezervace.

## Historie

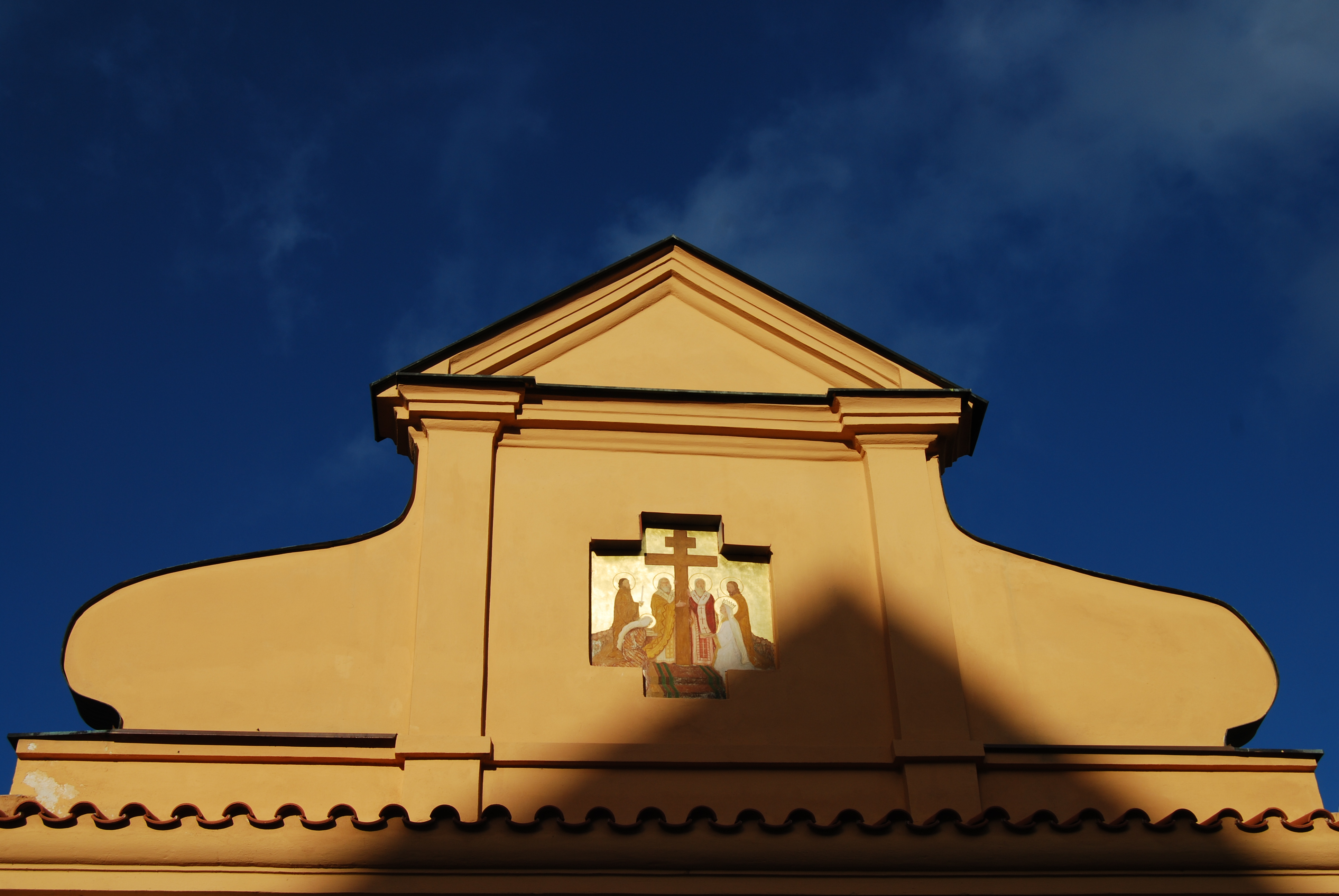
Průčelí barokní kaple svaté Alžběty

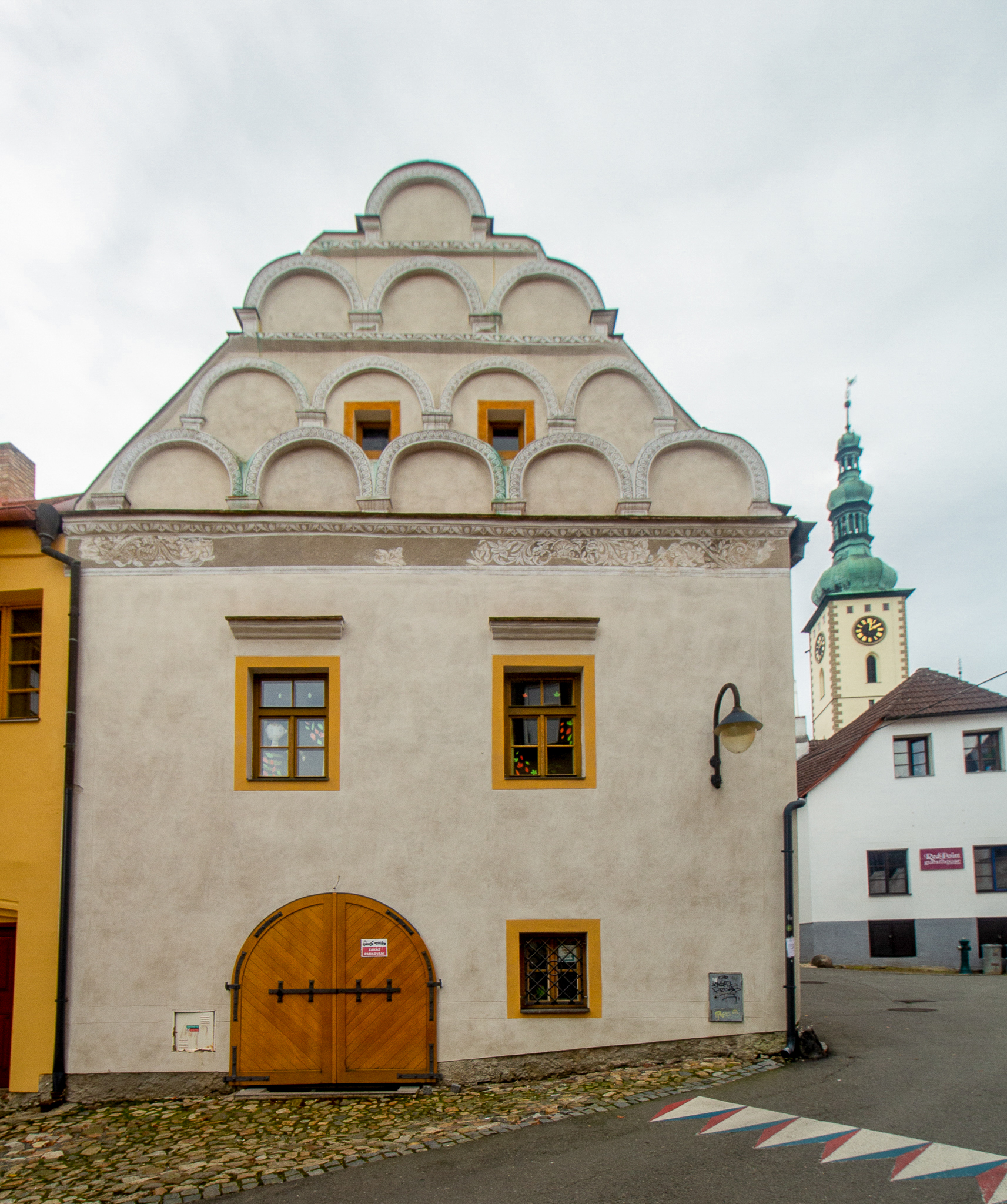
Sousední dům Špitálská č.p. 284/1

V místě dnešní kaple bývalo pohřebiště. Na jeho místě nechalo město Tábor vystavět nevelký špitál pro péči o své nemocné a chudé obyvatele. O jeho existenci jsou první zmínky z let 1443–1444, ačkoli zde stál zřejmě již v době předhusitské.
Raně barokní kaple zasvěcená svaté Alžbětě byla postavena v roce 1690, respektive podle jiných zdrojů v roce 1718 jako organická součást existujícího špitálu.
V roce 1946 prošla rekonstrukcí a byla předána pravoslavné církvi do užívání. Také v dalších letech byla několikrát opravována. Poslední významná oprava chrámu byla realizována v roce 2012. Celkové náklady dosáhly částky téměř 854 000 Kč.

## Stavební podoba
Kaple je nevelký jednolodní objekt se vstupem ze Špitálského náměstí, jehož průčelí je zdobeno volutovým štítem. V interiéru je plochý strop. Původní vstup byl pouze zevnitř objektu špitálu a současný portál byl probourán jako vstupní později.
Na jižní straně sousedí s budovou špitálu měšťanský nárožní dům s renesančním štítem (Špitálská č.p. 284/1), který je rovněž kulturní památkou.